# Rue de la Chaussée-d'Antin
Pour les articles homonymes, voir Antin (homonymie).
La rue de la Chaussée-d'Antin est une voie du 9e arrondissement de Paris.

## Situation et accès
Elle relie l'église de la Sainte-Trinité au nord aux Grands Boulevards au sud.
Elle est desservie par les stations de métro Chaussée d'Antin - La Fayette (lignes 7 et 9) et Trinité - d'Estienne d'Orves (ligne 12).

## Origine du nom
Elle porte ce nom en raison de son voisinage avec l'ancien hôtel d'Antin.

## Historique

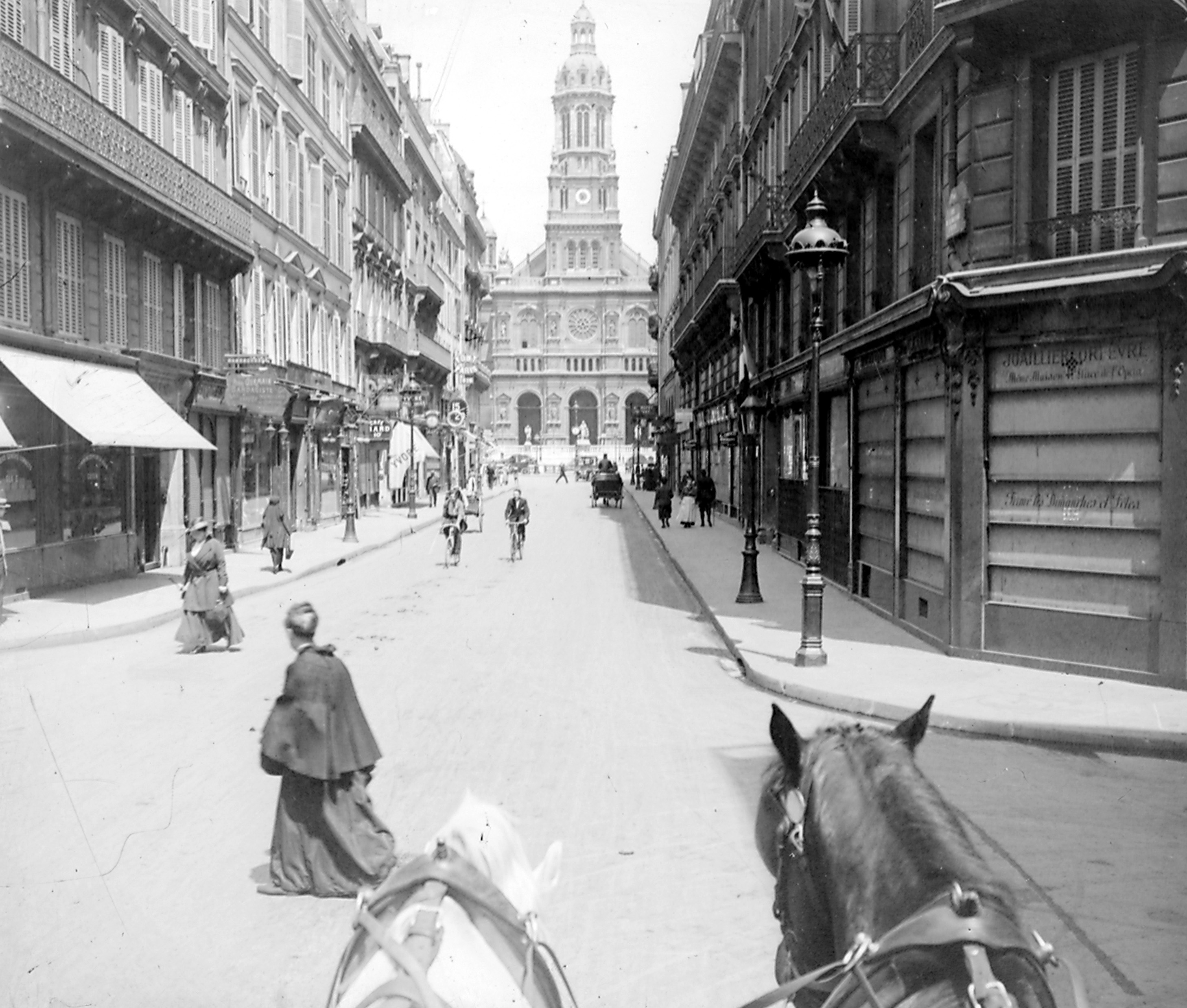
La chaussée d'Antin avant la Première Guerre mondiale.

Au XVIIe siècle, le chemin des Porcherons reliait la porte Gaillon (une des portes de l’enceinte édifiée sous Louis XIII) au petit village des Porcherons situé plus au nord, en traversant un espace marécageux.
La rue porte le nom de « chaussée », car en raison du terrain marécageux, il a fallu la surélever, la poser sur du remblai. À la hauteur de la rue de Provence, la chaussée franchissait le Grand Égout de deux mètres de large environ. La rue est d’abord nommée ruelle de la Grande-Pinte, chaussée-Gaillon, puis rue de l’Hôtel-Dieu  parce qu’elle menait à la ferme de l’Hôtel-Dieu, située rue Saint-Lazare.
Les fréquents séjours de Louis XV dans Paris amenèrent à y construire de splendides demeures, tel l’hôtel de Louis Antoine de Pardaillan de Gondrin, duc d’Antin (1665-1736), fils de la marquise de Montespan et surintendant des Bâtiments du Roi, qui donna son nom à la rue dès 1712. L'ordonnance du 4 décembre 1720 a porté la largeur de la rue à 8 toises et l'a prolongée jusqu'aux boulevards.
Sous la Révolution elle est débaptisée « rue Mirabeau » ou « rue Mirabeau-le-Patriote » (1791-1793). Dénommée ensuite « rue du Mont-Blanc » (1793-1816), la voie devient le centre des quartiers bourgeois du Paris du début du XIXe siècle, habité surtout de la haute bourgeoisie orléaniste, et opposé au Marais peuplé de la noblesse et du clergé légitimiste. Bien qu'officiellement renommée « rue de la Chaussée-d'Antin » en 1816, son ancien nom semble avoir été encore en usage quand Alexandre Dumas y résida, à son retour de Florence, d'août 1843 à novembre 1844 puisque son adresse est couramment indiquée comme étant le no 45 de la « rue du Mont-Blanc »,,.
Sous le Consulat, la rue est dotée d’un trottoir malgré les protestations des riverains qui ont la charge de l’entretien. Ce trottoir est interrompu de nombreuses fois devant chaque porte cochère.
Au cours du même siècle, des magasins remplacent les anciennes résidences. En 1905, les Galeries Lafayette, fondées en 1894 dans le voisinage, s'agrandissent et s'étendent désormais jusqu'à la rue de la Chaussée-d'Antin.
Le 13 décembre 1909,, elle fait l'objet, avec la rue de Mogador qui lui est parallèle, d'une mise en sens unique avec retour, la première à Paris.

## Bâtiments remarquables et lieux de mémoire

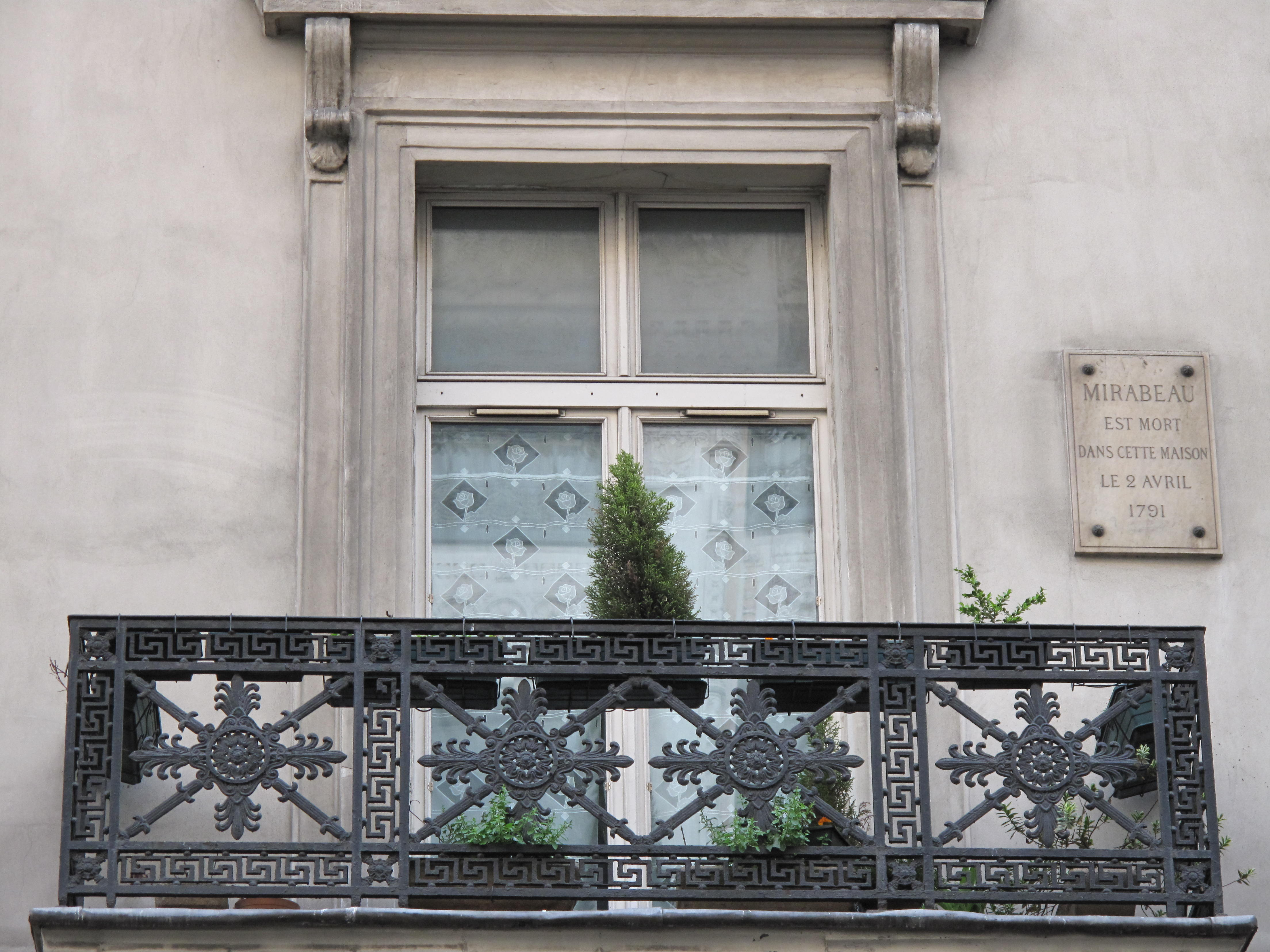
Plaque au no 42.

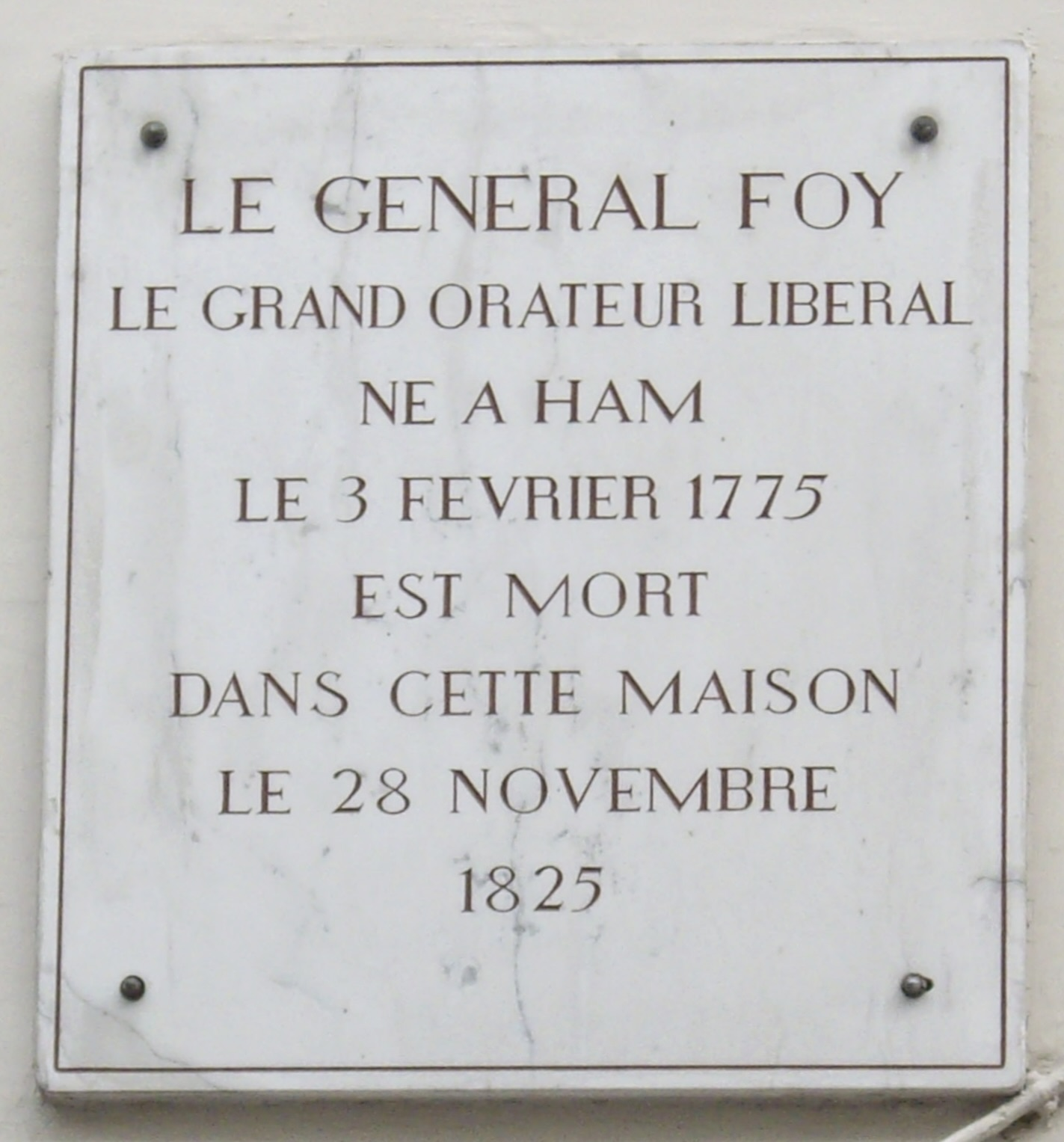
Plaque au no 62, lieu de décès du général Maximilien Sébastien Foy.

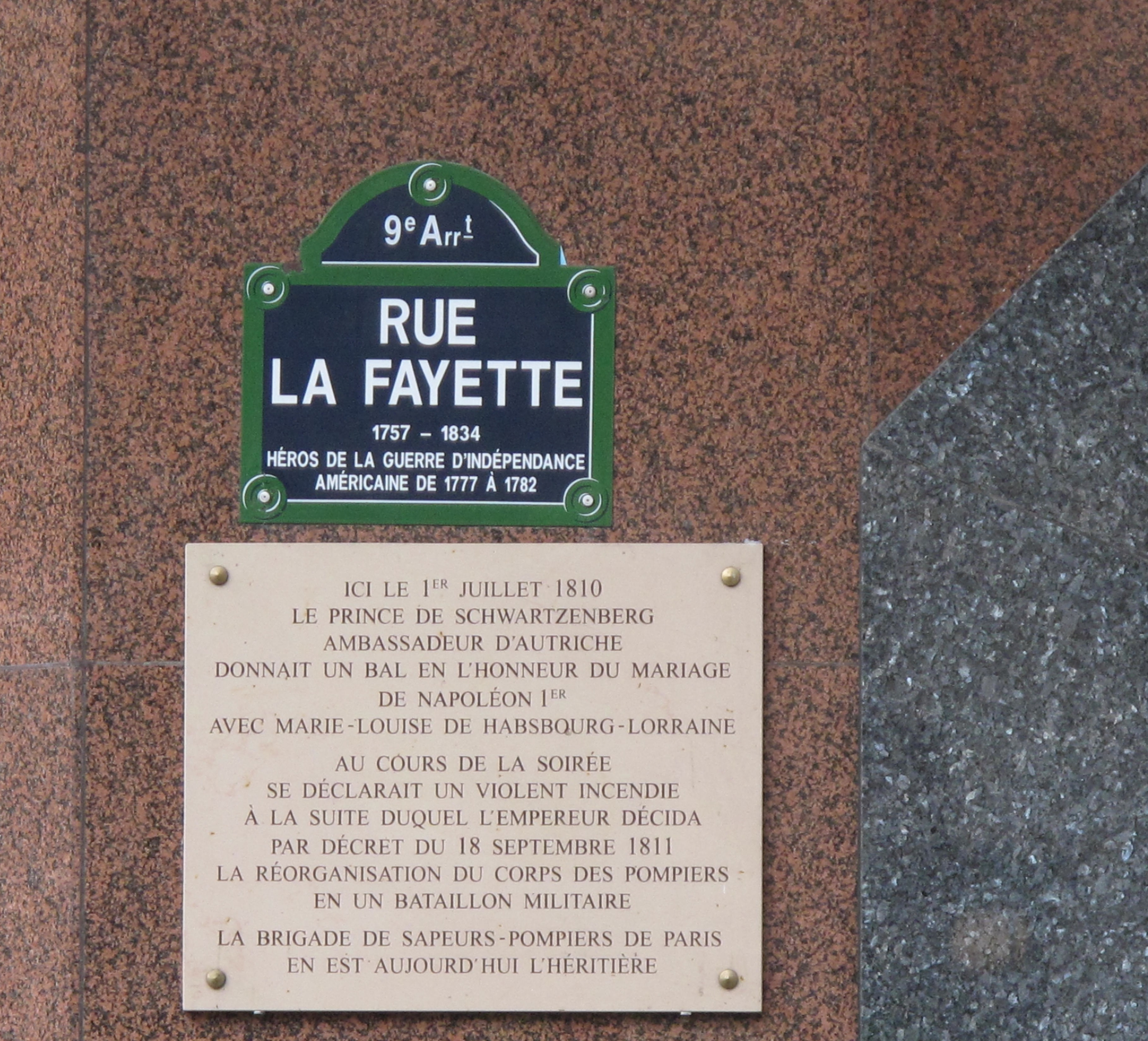
Plaque au 1, rue Lafayette.

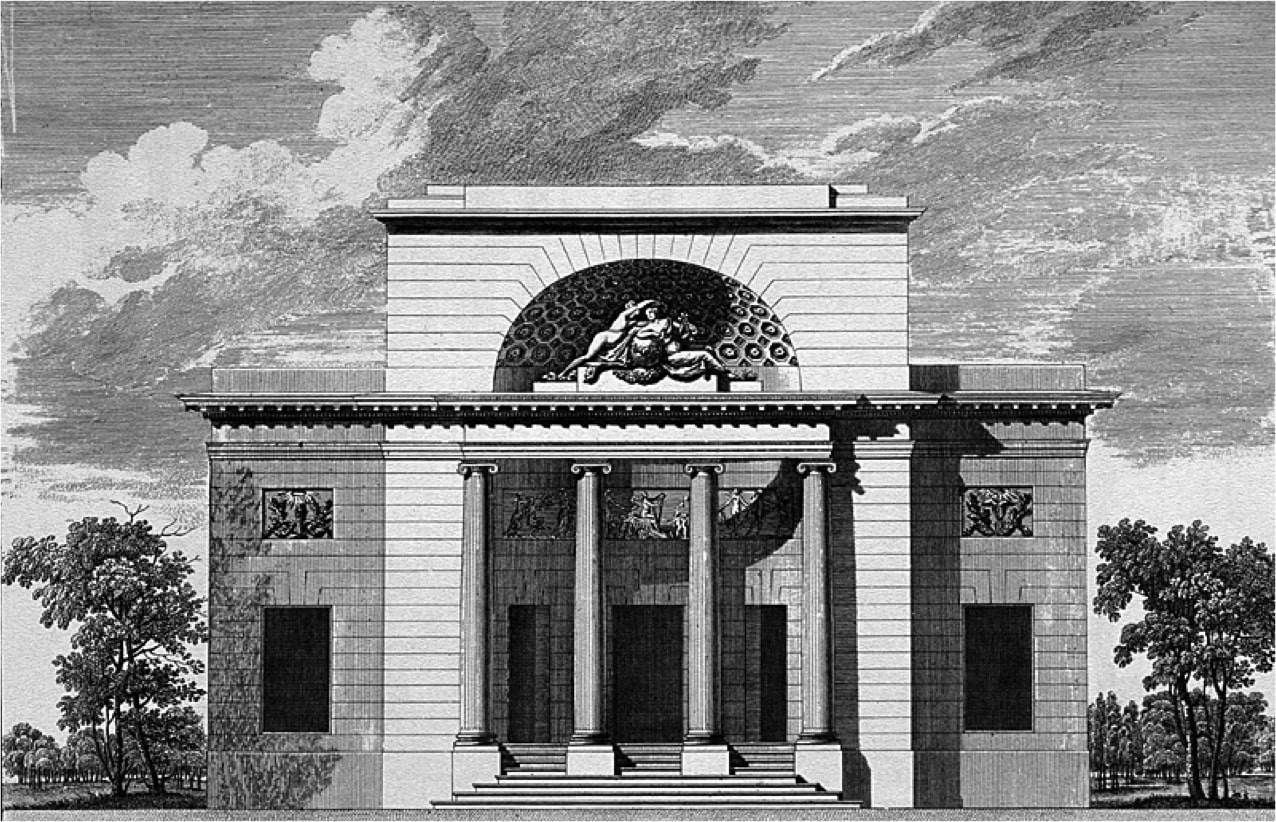
Hôtel de Mlle Guimard.

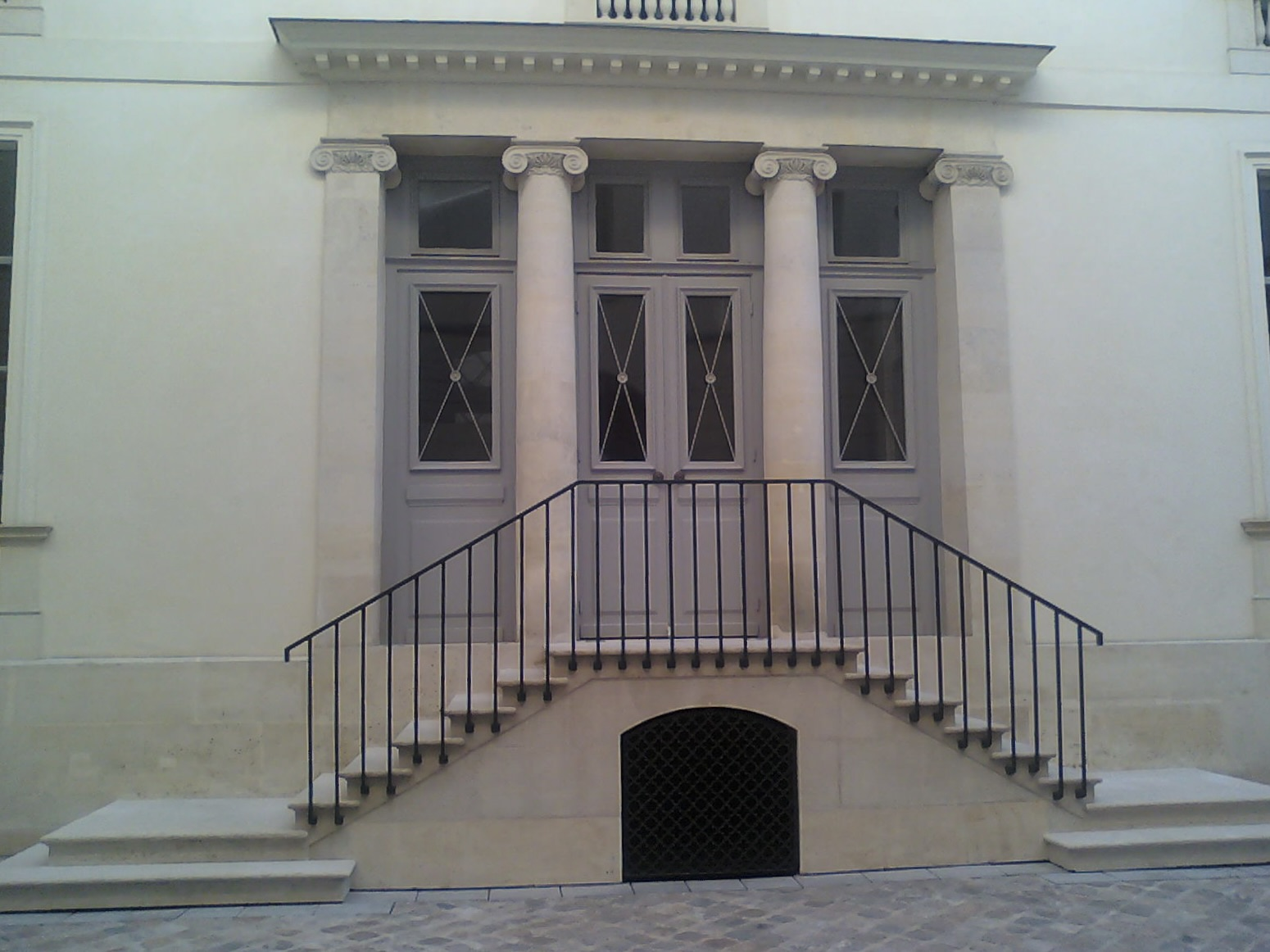
Entrée de l'hôtel du général Moreau.

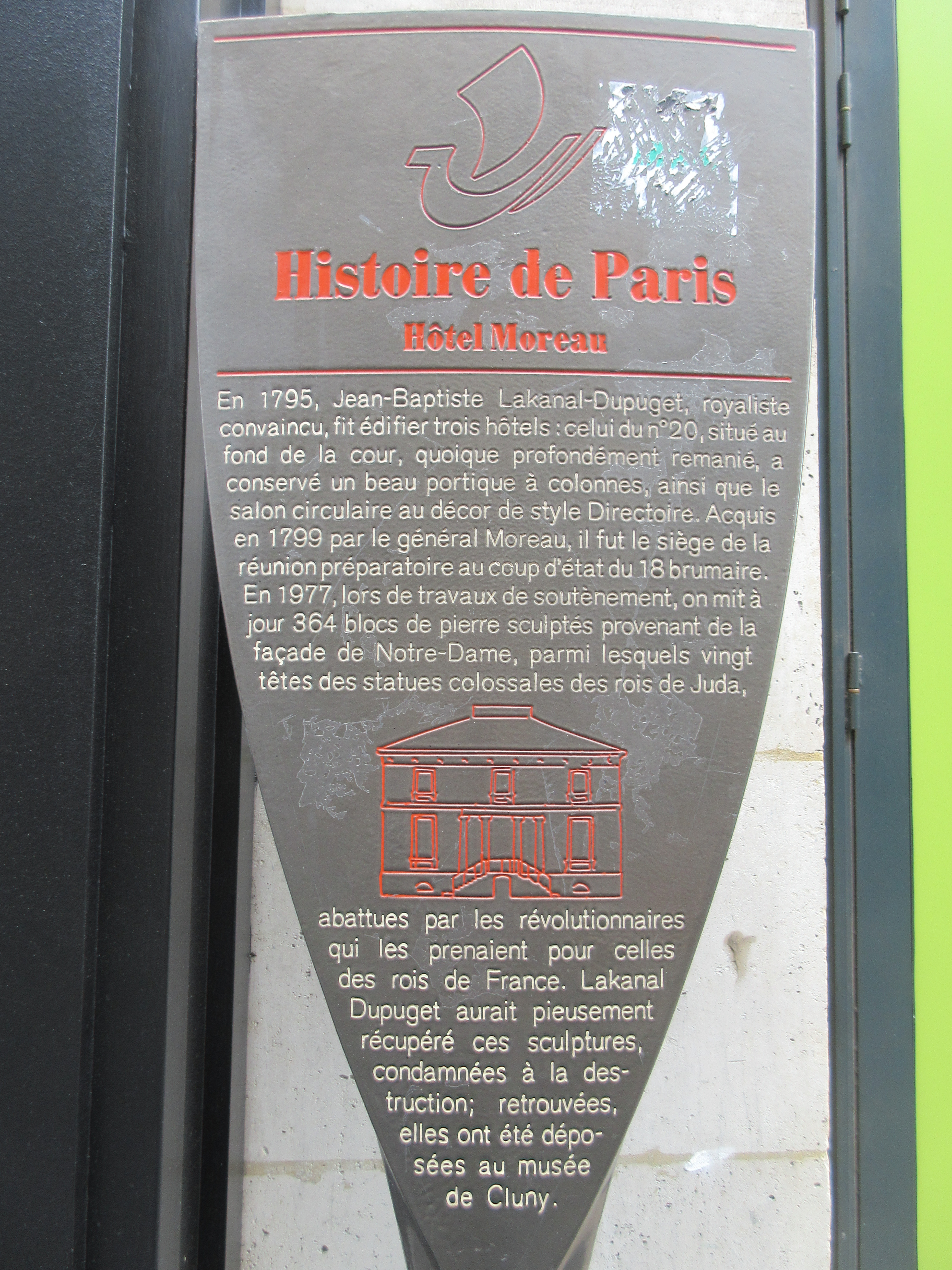
Panneau Histoire de Paris
« Hôtel Moreau ».

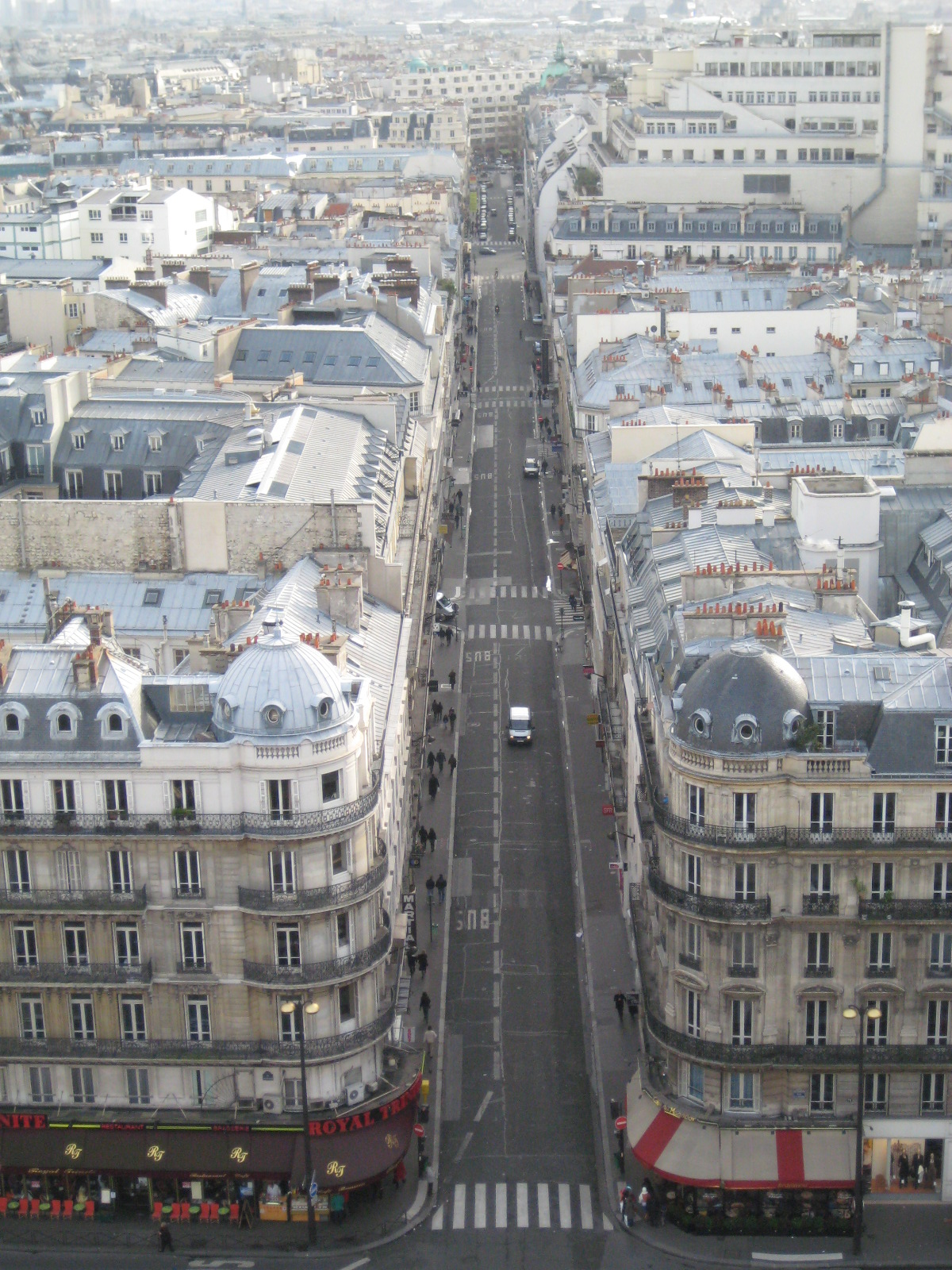
Vue de la rue de la Chaussée-d'Antin du haut du clocher de l'église de la Sainte-Trinité. Au premier plan, la rue de Châteaudun sur la gauche, la rue Saint-Lazare sur la droite.

Plusieurs beaux hôtels (aujourd'hui disparus) furent construits dans la rue, car le quartier avait la réputation d'un air plus sain que le centre de Paris.
- À l'angle du boulevard des Capucines se trouvait l'hôtel de Montmorency, qui fit place au théâtre du Vaudeville en 1869, puis au cinéma Paramount Opéra en 1927. Sa grande salle correspond aux fondations du grand salon de l'hôtel du XVIIIe siècle, dont la façade en rotonde a été conservée.
- À l'angle du boulevard des Italiens et nos 2 et 4 de la rue se trouvait le dépôt des Gardes françaises construit par le colonel duc de Biron en 1764. Le 12 juillet 1789, un détachement des Gardes françaises dut intervenir, avec le régiment Royal-Allemand, pour sauver son colonel Duchâtelet de l'effervescence populaire[11],[12]. Un immeuble de style néo-classique construit en 1793 et rénové en 2013 s'élève à cet emplacement.
- no 2 : Rossini y habita à partir de 1855 dans un appartement du premier étage[13].
- no 5 : hôtel de Louise d'Épinay et de Melchior Grimm qui hébergèrent Mozart pendant cinq mois en 1778. Frédéric Chopin a vécu au n° 5 avec Jan Matuszyński de 1834 à 1836[14].
- no 7 : hôtel de Juliette Récamier et de Jacques Récamier qui rachète les deux vastes propriétés de Jacques Necker situées alors rue du Mont-Blanc (adresse qui correspond au 7, rue de la Chaussée-d'Antin) pour la somme de 37 383 piastres d'argent métal ;
- nos 8-10 : emplacement d'une petite ruelle qui conduisait au cimetière de la Chaussée-d'Antin.
- no 8 : immeuble où Eugène Sue allait rendre visite à un ami peintre et dont le concierge pittoresque était M. Pilet. Eugène Sue en fit le personnage du concierge Alfred Pipelet dans Les Mystères de Paris, bien que la loge soit déplacée au 17 rue du Temple. Il en conserva tous les travers dont un chapeau tromblon qu'il ne quittait jamais. Dans le roman, il a une épouse experte en médisance qui sera à l'origine du nom de pipelette pour une personne très bavarde [15];
- no 9 : hôtel de Marie-Madeleine Guimard, une danseuse de l'Opéra qui fit fortune comme maîtresse du prince de Soubise. Il fut construit en 1770-1773 par Claude-Nicolas Ledoux dans le style néo-classique. Surnommé « le temple de Terpsichore couronné par Apollon » en l'honneur de la maîtresse de maison, il comportait un théâtre de 500 places qui faisait concurrence à l'Opéra. Le banquier, homme politique et gouverneur de la Banque de France Jacques Laffitte y a vécu vers 1815[16].

- no 11 : le banquier, homme politique et gouverneur de la Banque de France Jacques Laffitte y a vécu vers 1815, après avoir habité au n° 9[16].
- no 18 : emplacement de l'atelier du photographe Ferdinand Carlier (1829-1893)[17] ;
- no 20 : en fond de parcelle, hôtel Lakanal dit également hôtel du général Moreau, construit en 1797 par l'architecte François-Nicolas Trou dit Henry pour Joseph Lakanal, ancien conventionnel et membre du Conseil des Cinq-Cents. On ignore si Henry fut également l'architecte des maisons construites sur la rue, nos 18 à 22, pour lesquelles un permis de construire fut délivré au Sr Bonin en 1790. L'hôtel est un édifice de deux étages avec portique d'entrée présentant l'originalité d'un ordre ionique sans base. Une aile est ajoutée en 1801. Au milieu du XIXe siècle, l'hôtel et l'aile sont surélevés de deux niveaux et les façades sont modifiées. En 1977, 400 fragments sculptés appartenant à la façade de Notre-Dame de Paris sont retrouvés dans la cour de cet hôtel, notamment les têtes des statues des rois de Juda de la façade de la cathédrale, qui avaient été détruits par les révolutionnaires qui croyaient qu'il s'agissait des rois de France. Depuis 2013, cet ancien hôtel d'époque Directoire abrite le siège du Conseil supérieur de la magistrature[18] ;
- no 24 : ouverture en 1910 de la boutique d'Herminie Cadolle, la créatrice du soutien-gorge[19] ;
- no 37 : Michel-Marie Poulain (1906-1991), artiste peintre, y vécut[20] ;
- no 38 : Frédéric Chopin y a vécu avec Julian Fontana de 1836 à 1838[14] ;
- hôtel de Montesson : situé à l'angle des rues La Fayette et de la Chaussée d'Antin (à l'emplacement de l'actuelle cité d'Antin), il avait été construit par Alexandre-Théodore Brongniart, vers 1770, pour Madame de Montesson, maîtresse du duc d'Orléans. Un long passage voûté reliait la rue à la cour. Vers la rue Taitbout, la façade sur le jardin était rythmée de pilastres ioniques, à l'image des hôtels construits dans le quartier par Boullée. Siège de l'ambassade d'Autriche sous le Premier Empire, l'hôtel fut le théâtre d'un terrible incendie en 1810. Une plaque apposée au mur rappelle cet événement.
- no 42 : emplacement de la maison de Mirabeau où il mourut le 2 avril 1791 après un repas bien arrosé avec le prince de Talleyrand et le littérateur italien Cerruti[21]. Sa mort provoqua une vive émotion et réunit des foules affligées. La rue fut rebaptisée « rue Mirabeau », puis en 1793, à la disgrâce posthume de Mirabeau, « rue du Mont-Blanc », du nom d'un département nouvellement rattaché à la France. Elle retrouva son nom originel en 1815. Une plaque commémorative signale la mort de Mirabeau ;

- no 44 : domicile du compositeur Isaac Strauss, où il meurt en 1888 ;
- no 45 : ancien siège de la Banque de Saint-Phalle et de la Banque parisienne privée (1919-1936) ;
- no 46 : s'y trouvait le restaurant « Chez Meunier », ouvert de 1912 à 1938, auquel Francis Ponge a consacré un poème[22].
- no 62 : le général Maximilien Sébastien Foy y est mort ; une plaque lui rend hommage ;
- no 68 : hôtel du cardinal Fesch, archevêque de Lyon et oncle de Napoléon ;
- no 70 et intersection de la rue Saint-Lazare devenue place d'Estienne-d'Orves : emplacement de la caserne du Mont-Blanc, également appelée caserne Clichy, caserne Lazare ou caserne Saint-Lazare, l'une des casernes des Gardes françaises ;
- Le Cabaret de la Grande Pinte se trouvait à l'emplacement actuel de l'église de la Trinité. Ouvert en 1724, il pouvait accueillir 600 personnes pour des réjouissances populaires[23].

## Dans la littérature
Au XIXe siècle, les aristocrates de cette rue sont en rivalité permanente avec ceux du faubourg Saint-Germain dans La Comédie humaine d'Honoré de Balzac. Si leurs blasons sont moins anciens, ils sont cependant plus riches et très puissants comme Frédéric de Nucingen ou madame de Sérisy.
Dans Le Colonel Chabert, Balzac écrit :

« Avec quelle joie et quelle promptitude j’allai rue du Mont-Blanc, où ma femme devait être logée dans un hôtel à moi ! Bah ! la rue du Mont-Blanc était devenue la rue de la Chaussée-d’Antin. Je n’y vis plus mon hôtel, il avait été vendu, démoli. Des spéculateurs avaient bâti plusieurs maisons dans mes jardins. »